# Calidota paulina
Calidota paulina är en fjärilsart som beskrevs av Jones 1912. Calidota paulina ingår i släktet Calidota och familjen björnspinnare. Inga underarter finns listade i Catalogue of Life.